# Кетоба (округ, Північна Кароліна)
Шаблон:StateAbbr_ 35°40′ пн. ш. 81°13′ зх. д. / 35.66° пн. ш. 81.21° зх. д.
Округ  Кетоба (англ. Catawba County) — округ (графство) у штаті  Північна Кароліна, США. Ідентифікатор округу 37035.

## Історія
Округ утворений 1842 року.

## Демографія
За даними перепису 
2000 року 
загальне населення округу становило 141685 осіб, зокрема міського населення було 92129, а сільського — 49556.
Серед мешканців округу чоловіків було 69882, а жінок — 71803. В окрузі було 55533 домогосподарства, 39111 родин, які мешкали в 59919 будинках.
Середній розмір родини становив 2,98.
Віковий розподіл населення поданий у таблиці:
| Стать    | До 15 років | 15-21 | 22-29 | 30-39 | 40-49 | 50-65 | 65-85 | Понад 85 |
| -------- | ----------- | ----- | ----- | ----- | ----- | ----- | ----- | -------- |
| Чоловіки | 14819       | 6524  | 8328  | 11437 | 10632 | 11238 | 6476  | 428      |
| Жінки    | 14102       | 6043  | 7702  | 10810 | 10718 | 11907 | 9159  | 1362     |

## Виноски
1. ↑  U.S. Decennial Census. United States Census Bureau. Архів оригіналу за 26 квітня 2015. Процитовано 13 січня 2015.
2. ↑  Historical Census Browser. University of Virginia Library. Архів оригіналу за 11 Серпня 2012. Процитовано 13 січня 2015.
3. ↑  Forstall, Richard L., ред. (27 березня 1995). Population of Counties by Decennial Census: 1900 to 1990. United States Census Bureau. Архів оригіналу за 3 Березня 2015. Процитовано 13 січня 2015.
4. ↑  Census 2000 PHC-T-4. Ranking Tables for Counties: 1990 and 2000 (PDF). United States Census Bureau. 2 квітня 2001. Архів оригіналу (PDF) за 18 Грудня 2014. Процитовано 13 січня 2015.
5. ↑  State & County QuickFacts. United States Census Bureau. Архів оригіналу за 8 липня 2011. Процитовано 18 жовтня 2013.(англ.) Наведено за англійською вікіпедією.
6. ↑  American FactFinder. Бюро перепису населення США. Архів оригіналу за 29 липня 2011. Процитовано 31 січня 2008.

| США | Це незавершена стаття з географії США. Ви можете допомогти проєкту, виправивши або дописавши її. |